# Aḩmadābād-e Mollā Mās
Aḩmadābād-e Mollā Mās (persiska: احمدآباد ملّاماس, Aḩmadābād) är en ort i Iran.   Den ligger i provinsen Kermanshah, i den nordvästra delen av landet, 400 km väster om huvudstaden Teheran. Aḩmadābād-e Mollā Mās ligger 1 826 meter över havet och antalet invånare är 152.
Terrängen runt Aḩmadābād-e Mollā Mās är huvudsakligen kuperad, men österut är den bergig. Runt Aḩmadābād-e Mollā Mās är det ganska tätbefolkat, med 60 invånare per kvadratkilometer. Närmaste större samhälle är Sonqor, 13,9 km nordost om Aḩmadābād-e Mollā Mās. Trakten runt Aḩmadābād-e Mollā Mās består i huvudsak av gräsmarker.